# Wsewolod Holubowytsch

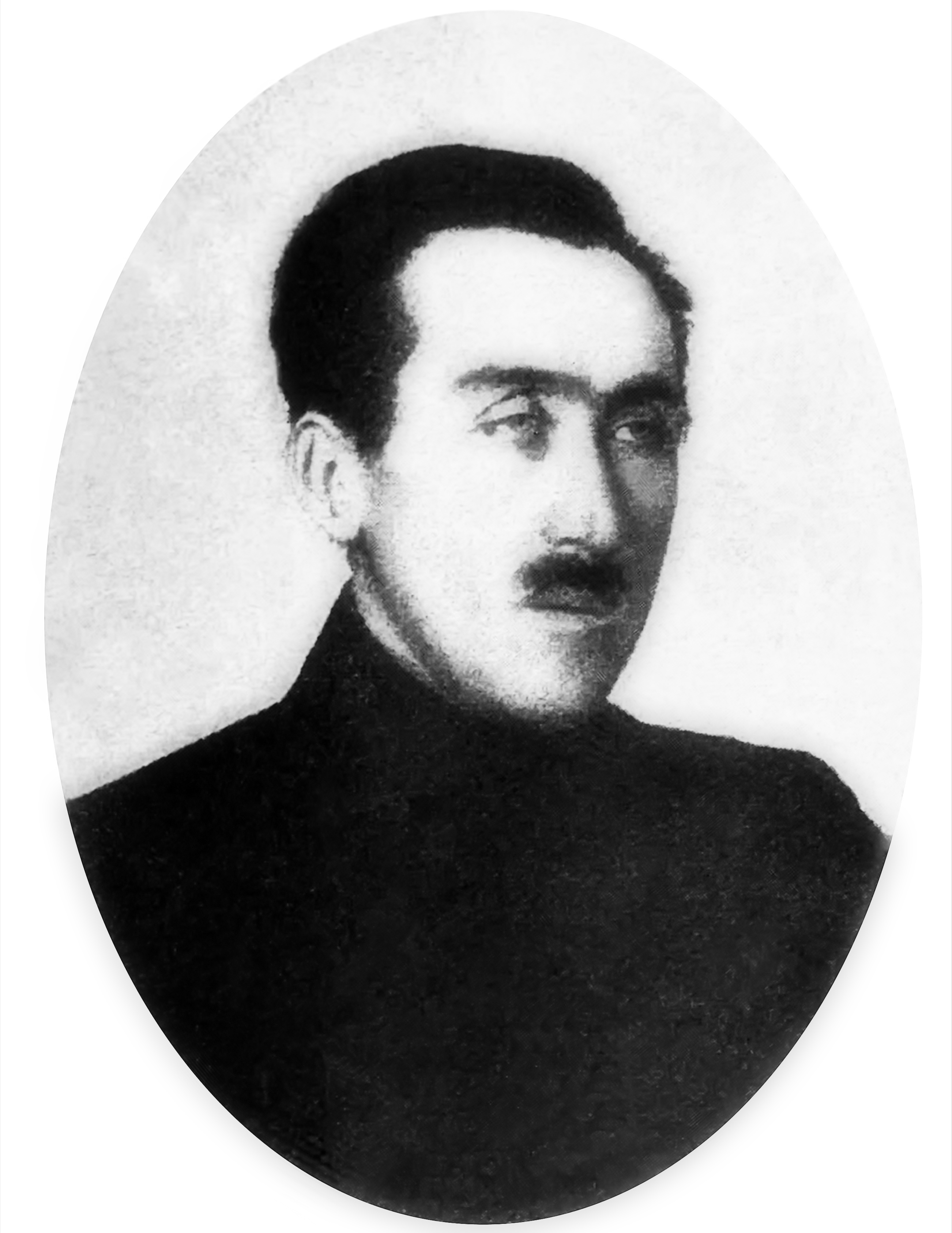
Wsewolod Holubowitsch (1920)

Wsewolod Oleksandrowytsch Holubowytsch (* 1885 in Moldowka in der Ujesd Balta, Gouvernement Podolien, Russisches Reich; † 16. Mai 1939 in Jaroslawl, Sowjetunion) war ein ukrainischer Politiker.

## Lebenslauf
Als Vorsitzender der 1907 gegründeten Ukrainischen Sozialistisch-Revolutionären Partei (ukrainische Sozialrevolutionäre) hatte er nach der Februarrevolution 1917 zunächst in Odessa mit dem Rumtscherod zusammengearbeitet, dann wurde er nach der Oktoberrevolution am 24. Oktober 1917 Chefminister der Zentralrada in Kiew und nach der Proklamation der Unabhängigkeit der Ukrainischen Volksrepublik am 30. Januar 1918 deren Ministerpräsident und Außenminister.
Jedoch hatte die Volksrepublik zu diesem Zeitpunkt bereits weite Teile des Landes an aufständische Bolschewiki verloren und befand sich faktisch im Krieg mit Sowjetrussland. Am 8. Februar fiel Kiew an die Bolschewiki, Holubowytschs Regierung floh zunächst nach Schytomyr, dann nach Brest-Litowsk, wo sich Holubowytsch bereits seit dem 31. Januar befand.
Als Führer der ukrainischen Delegation bei den Friedensverhandlungen in Brest-Litowsk verhandelte Holubowytsch daher den am 9. Februar 1918 mit den Mittelmächten geschlossenen separaten „Brotfrieden“. Im Austausch für Lebensmittel stellte dieser Vertrag die Ukraine unter den Schutz deutscher und österreichisch-ungarischer Truppen. Diese eroberten zwar die Ukraine von den Bolschewiki zurück (am 1. März auch Kiew) und zwangen Sowjetrussland zunächst zur Anerkennung der ukrainischen Unabhängigkeit, doch am 29. April 1918 wurde Holubowytsch von der deutschen Militärverwaltung verhaftet und durch Pawlo Skoropadskyj als Chef einer Marionettenregierung ersetzt.
Beim Abzug der deutschen Truppen im Dezember 1918 wieder freigelassen, wurde er von ukrainischen Bolschewiki im August 1920 erneut verhaftet, aber schon im Dezember 1921 wieder freigelassen. Schließlich wurde er 1931 abermals verhaftet und starb im Gefängnis von Jaroslawl.